# Гаврилов, Игорь Владимирович
Игорь Владимирович Гаврилов (17 мая 1928, Рубежевичи, Новогрудское воеводство — 19 октября 1982, Киев) — советский астроном. Лауреат Государственной премии УССР в области науки и техники (1983).

## Биография
Родился 17 мая 1928 года в местечке Рубежевичи (ныне — Столбцовского района Минской области).
В 1952 году окончил физико-математический факультет Вильнюсского университета, после чего некоторое время работал учителем математики средней школы. С 1954 года — сотрудник Главной астрономической обсерватории АН УССР, с 1976 года — заведующий отделом фотографической астрометрии.
Умер 19 октября 1982 года в Киеве.

## Научная деятельность
Основные труды в области селенодезии и фотографической астрометрии. Под его руководством и при непосредственном участии составлены первые в СССР селенодезические каталоги положений точек видимой стороны Луны, сыгравшие значительную роль при осуществлении программ изучения Луны с помощью космических аппаратов и картографировании лунной поверхности. Выполнил большой цикл исследований по определению параметров геометрической фигуры Луны. Значительная часть этих исследований отражена в его монографии «Фигура и размеры Луны по астрономическим наблюдениям» (1969), а также в коллективной работе «Сводная система селенодезических координат 4900 точек лунной поверхности» (1977). В последние годы жизни много внимания уделял проблемам фотографической астрометрии, был одним из инициаторов программы по фотографическому обзору северного неба.

## Память
В 1970 году его именем назван кратер на обратной стороне Луны.